# Temporada 1939 de la NFL
La Temporada 1939 de la NFL fue la 20.ª en la historia de la NFL. Antes de la temporada, falleció el
presidente de la NFL Joseph Carr, y Carl Storck fue nombrado para reemplazarlo.
Un juego de la NFL fue televisado por primera vez cuando la NBC transmitió un partido de los Brooklyn Dodgers-Philadelphia Eagles.
La transmisión experimental fue vista sólo para los espectadores en New York y Albany; la difusión regular de juegos de la NFL no comenzaría
sino hasta 1951.
La temporada finalizó el 10 de diciembre cuando los Green Bay Packers vencieron a New York Giants 27-0 por el juego de campeonato
de la NFL.

## Principales cambios en las reglas
- La penalización cuando un receptor inelegible toqua un pase hacia adelante es de 15 yardas y una pérdida de down.
- La pena para un receptor elegible que es downfield antes de un pase hacia adelante de ser lanzado es de 15 yardas y una pérdida de down.
- Si una patada de salida sale después de sólo haber sido afectado por los miembros del equipo de recepción, el equipo receptor toma posesión de la pelota en ese punto interior.

## Temporada regular
V = Victorias, D = Derrotas, E = Empates, CTE = Cociente de victorias, PF= Puntos a favor, PC = Puntos en contra
Nota: Los juegos empatados no fueron contabilizados de manera oficial en las posiciones hasta 1972
| New York Giants     | 9 | 1 | 1 | .900 | 168 | 85  |
| Washington Redskins | 8 | 2 | 1 | .800 | 242 | 94  |
| Brooklyn Dodgers    | 4 | 6 | 1 | .400 | 108 | 219 |
| Philadelphia Eagles | 1 | 9 | 1 | .100 | 105 | 200 |
| Pittsburgh Pirates  | 1 | 9 | 1 | .100 | 114 | 216 |

| Green Bay Packers | 9 | 2  | 0 | .818 | 233 | 153 |
| Chicago Bears     | 8 | 3  | 0 | .727 | 298 | 157 |
| Detroit Lions     | 6 | 5  | 0 | .545 | 145 | 150 |
| Cleveland Rams    | 5 | 5  | 1 | .500 | 195 | 164 |
| Chicago Cardinals | 1 | 10 | 0 | .091 | 84  | 254 |

## Juego de Campeonato
- Green Bay Packers 27, New York Giants 0, 10 de diciembre de 1939, State Fair Park, West Allis, Wisconsin

## Líderes de la liga
| Estadísticas | Nombre        | Equipo        | Yardas |
| ------------ | ------------- | ------------- | ------ |
| Pasando      | Davey O'Brien | Philadelphia  | 1.324  |
| Corriendo    | Bill Osmanski | Chicago Bears | 699    |
| Recibiendo   | Don Hutson    | Green Bay     | 846    |